# Cerastium schischkinii
Cerastium schischkinii är en nejlikväxtart som beskrevs av Grossheim. Cerastium schischkinii ingår i släktet arvar, och familjen nejlikväxter. Inga underarter finns listade i Catalogue of Life.